# Giorgione 1911
L'Associazione Sportiva Dilettantistica Giorgione 1911, meglio nota come Giorgione, è una società calcistica italiana con sede nella città di Castelfranco Veneto. Deve il suo nome all'omonimo pittore castellano. Milita in Eccellenza Veneto, quinta divisione del campionato italiano.

## Storia
Seppur fondata nel 2000, riprende lo stemma, i risultati e i piazzamenti del Giorgione Calcio, nato nel 1911, il quale fu dichiarato fallito nel 2000 dal Tribunale di Treviso. La vecchia squadra militò nel secondo livello del calcio italiano negli anni venti e nel quarto livello negli anni novanta in Serie C2, toccando il suo punto più alto nella stagione 1996-1997 quando giunse 5º e perse la semifinale play-off per l'approdo in Serie C1.

## Palmarès

### Competizioni nazionali
- Campionato Interregionale: 2

1984-1985 (girone D), 1991-1992 (girone B)

### Competizioni regionali
- Eccellenza: 1

2021-2022 (girone B)
- Promozione: 1

1982-1983 (girone B)
- Prima Categoria: 2

1967-1968 (girone C), 2004-2005 (girone F)
- Campionato italiano di terza divisione: 1

1930-1931 (girone E)

### Competizioni provinciali
- Terza Categoria: 1

2000-2001

### Competizioni giovanili
- Campionato Nazionale Under-17 Dilettanti: 1

2017-2018

### Altri piazzamenti
- Serie C:

Terzo posto: 1946-1947 (girone H)
- Campionato Interregionale:

Terzo posto: 1983-1984 (girone C)
- Eccellenza:

Secondo posto: 2010-2011 (girone B)
- Promozione:

Secondo posto: 1972-1973 (girone B), 1981-1982 (girone B), 2006-2007 (girone B)
- Prima Categoria:

Terzo posto: 1980-1981 (girone D)

## Statistiche e record

### Partecipazione ai campionati nazionali
| Livello | Categoria                 | Partecipazioni | Debutto   | Ultima stagione | Totale |
| ------- | ------------------------- | -------------- | --------- | --------------- | ------ |
| 2º      | Prima Divisione           | 1              | 1922-1923 | 1922-1923       | 1      |
| 3º      | Serie C                   | 3              | 1945-1946 | 1947-1948       | 3      |
| 4º      | Promozione Interregionale | 2              | 1948-1949 | 1949-1950       | 20     |
| 4º      | Serie D                   | 5              | 1968-1969 | 2015-2016       | 20     |
| 4º      | Serie C2                  | 13             | 1985-1986 | 1999-2000       | 20     |
| 5º      | Campionato Interregionale | 5              | 1983-1984 | 1991-1992       | 8      |
| 5º      | Serie D                   | 3              | 2011-2012 | 2013-2014       | 8      |